# Peter Stetina
Peter Stetina (ur. 8 sierpnia 1987 w Boulder, Colorado) – amerykański kolarz szosowy, zawodnik profesjonalnej grupy Trek-Segafredo.
Jego specjalnością jest jazda na czas.

## Najważniejsze zwycięstwa i sukcesy
2008
- 6. miejsce w Flèche du Sud
- 4. miejsce w Tour of Pennsylvania

2009
- 1. miejsce na 1. etapie Ronde de l’Isard
- 7. miejsce w Tour de l’Avenir
  - 2. miejsce na 4. etapie

2010
- 11. miejsce w Tour of California

2011
- 21. miejsce w Giro d’Italia
- 14. miejsce w Giro di Lombardia

2013
- 3. miejsce w GP Miguel Indurain